# Peter Brötzmann
Peter Brötzmann, född 6 mars 1941 i Remscheid, Nordrhein-Westfalen, död 22 juni 2023 i Wuppertal, Nordrhein-Westfalen, var en tysk jazzsaxofonist och klarinettist som mest spelade fri improvisationsmusik.